# Бобков, Олег Николаевич
Бобков Олег Николаевич (род. 1 февраля 1925, Кунцево, Московская губерния) — советский футболист и тренер. Выступал на позиции вратаря. Наиболее известен по выступлениям за ЦДКА, с которым выиграл чемпионат страны в 1950. Старший лейтенант.

## Биография
Родился в подмосковном Кунцеве, первые шаги в футболе делал в столичных «Крыльях Советов». Позже играл за томское «Динамо». В октябре 1943 призван в РККА Томским военкоматом. Служил курсантом в Тульском оружейно-техническом училище. Профессиональным футболистом становиться не планировал, хотя играл в футбол за училище. В 1946 его игру заметили селекционеры ЦДКА и пригласили в младшую армейскую команду МВО. За МВО выступал по 1949 год.
В начале сезона 1950, когда оба вратаря ЦДКА вышли из строя (Никаноров получил травму, а Чанов простудился), Бобкова пригласили в основу армейскую команду. Бобков «пришёлся ко двору» по словам Валентина Николаева, ведущего форварда. В 6 матчах с участием Бобкова ЦДКА ни разу не проиграл, а Бобков дважды сыграл на 0, в Минске и Куйбышеве, где он взял ряд трудных ударов. Довелось ему поучаствовать и в драматичном матче с Шахтёром, результат которого был аннулирован из-за судейской ошибки по требованию Лаврентия Берии. Но после выздоровления Никанорова и Чанова Бобкову как третьему вратарю пришлось сесть на скамейку. Несмотря на это, свой вклад в золотые медали ЦДКА сезона 1950 Бобков внёс.
С приходом в 1952 Бориса Разинского Бобков и вовсе стал четвёртым, из-за чего ему пришлось отправиться в младший армейский клуб из Львова, где он наконец стал основным. После окончания профессиональной карьеры играл на любительском клубе за клубы родного города Кунцево. В 1960-е тренировал «Строитель» из Бельц и люберецкое «Торпедо».

## Статистика

### Игрок
| Клуб             | Див              | Сезон            | Чемпионат | Чемпионат | Кубки | Кубки | Итого | Итого |
| Клуб             | Див              | Сезон            | Игры      | Голы      | Игры  | Голы  | Игры  | Голы  |
| ---------------- | ---------------- | ---------------- | --------- | --------- | ----- | ----- | ----- | ----- |
| МВО              | Б                | 1946             | 14        | 0         | 0     | 0     | 14    | 0     |
| МВО              | Итого            | Итого            | 14        | ?         | 0     | 0     | 0     | 0     |
| ЦДКА             | А                | 1950             | 6         | −6        | 0     | 0     | 6     | −6    |
| ЦДКА             | Итого            | Итого            | 6         | −6        | 0     | 0     | 6     | −6    |
| ОДО Львов        | Б                | 1954             | 19        | −21       | 3     | −3    | 22    | -24   |
| ОДО Львов        | Б                | 1955             | 5         | −10       | 0     | 0     | 5     | −10   |
| ОДО Львов        | Итого            | Итого            | 24        | −31       | 3     | −3    | 27    | −34   |
| Всего за карьеру | Всего за карьеру | Всего за карьеру | 44        | −37+      | 3     | −3    | 47    | −40+  |

### Тренер
| Клуб               | Начало работы | Окончание работы | Результаты | Результаты | Результаты | Результаты | Результаты |
| Клуб               | Начало работы | Окончание работы | И          | В          | Н          | П          | В %        |
| ------------------ | ------------- | ---------------- | ---------- | ---------- | ---------- | ---------- | ---------- |
| «Строитель» Бельцы | 1 января 1964 | 31 декабря 1964  | 32         | 10         | 8          | 14         | 31,25      |
| «Торпедо» Люберцы  | 1 января 1968 | 31 августа 1968  | 29         | 10         | 10         | 9          | 34,48      |
| Всего              | Всего         | Всего            | 61         | 20         | 18         | 23         | 32,79      |

## Достижения и награды

### Спортивные
ЦДКА
- Победитель чемпионата СССР (1): 1950[1]

### Государственные
- Медаль «За победу над Германией в Великой Отечественной войне 1941—1945 гг.» (20.09.1945)
- Медаль «За боевые заслуги» (05.11.1954)